# Målerås glasbruk
Målerås glasbruk är ett svenskt glasbruk i Målerås i Hälleberga socken i Nybro kommun, grundat 1890.

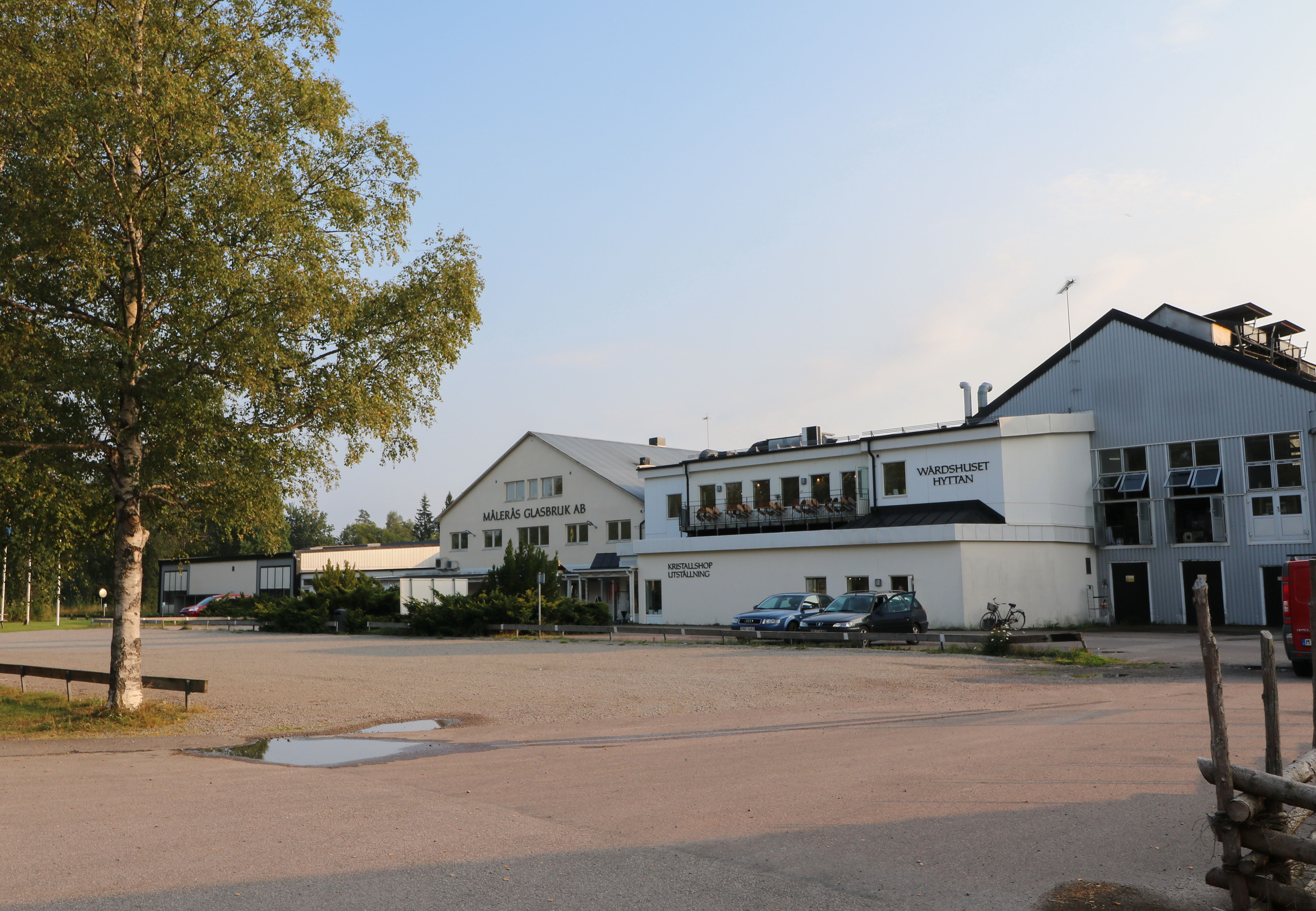
Målerås glasbruk och restaurang

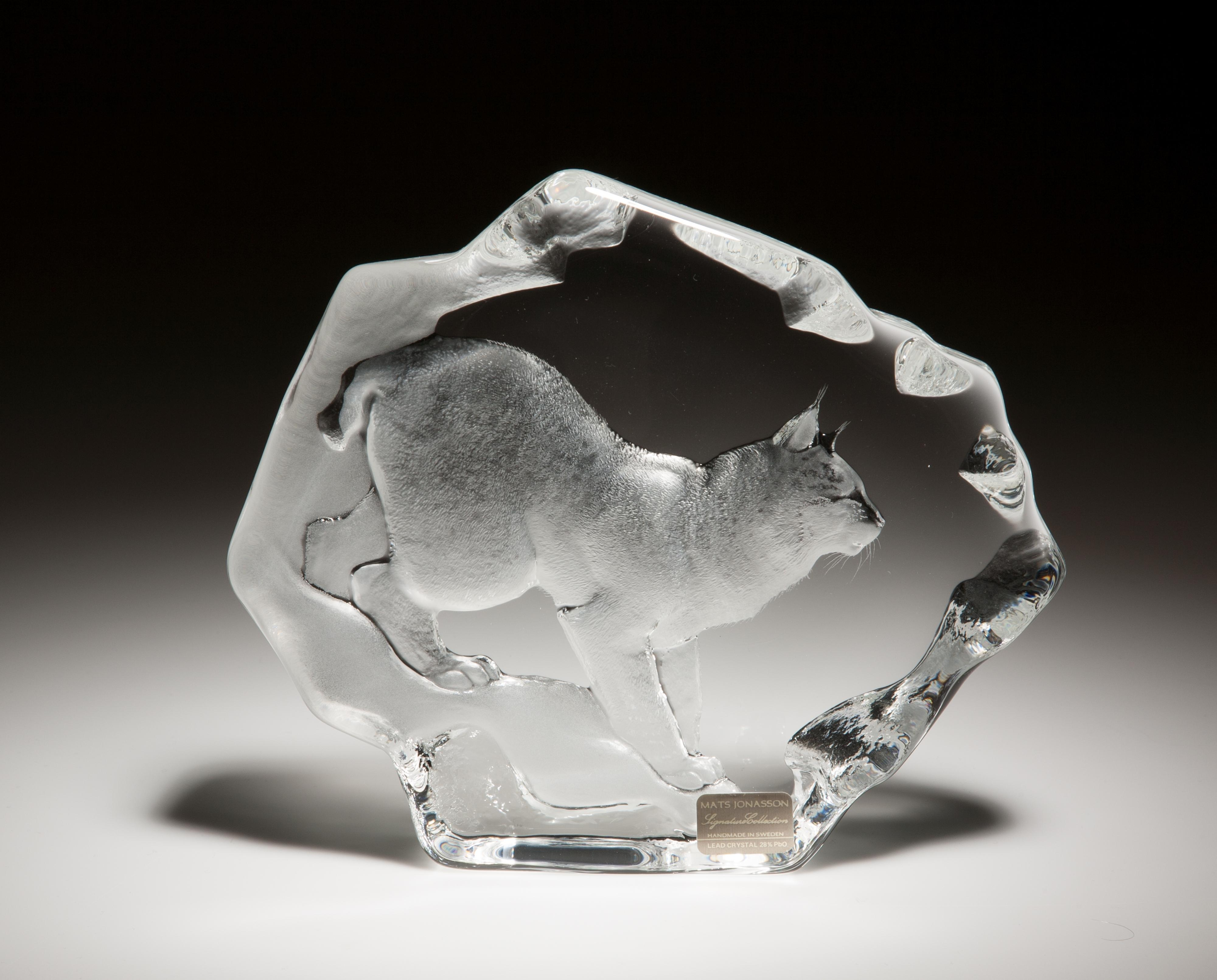
Glasblock Lodjur, signature collection av Mats Jonasson 1986 för Målerås glasbruk

Ett första glasbruk i Målerås grundades 1890 av Gustaf Holmqvist som tidigare varit brukstjänsteman vid Kosta glasbruk. Hyttbyggnaden flyttades över från det då nedlagda glasbruket Johanstorps glasbruk. Man antog att närheten till stationen i Målerås skulle gynna glasbruket, men verksamheten gick dåligt, och fram till 1896 hann man gå i konkurs två gånger. Ursprungligen tillverkades fönsterglas och kemiskt-tekniskt glas, efter 1896 övergick man till tillverkning av flaskor och hushållsglas. 1904 lades tillverkningen ned. Platsen för det gamla glasbruket grävdes ut 2011.
1916 startades det nya glasbruket i Målerås under namnet AB Strömsborgs Glasbruk i Målerås. Initiativtagare var handlaren och glasblåsaren Per-Albin Qvarfordt. Den första hyttan brann redan 1917 och en ny uppfördes därefter i block av sand, lera och cement. Den nya byggnaden har därefter stått emot vidare bränder. Man lyckades locka över de bästa sliparna från det närbelägna Alsterfors glasbruk och till en början gick verksamheten bra. Målerås drabbades dock hårt av den ekonomiska krisen 1921-1922 och 1922 gick glasbruket i konkurs. Sedan glasbruksarbetarna själva gått in som delägare i ett nytt bolag kunde man återuppta tillverkningen 1924. Gustav Rosander som arbetat som glasblåsarmästare vid Kosta anställdes som chef. Kooperativa Förbundet kom att bli främsta kund och i slutet av 1920-talet ökade beställningarna. Under Målerås glasbruks glansperiod under 1940-talet fanns här 169 anställda. 1946 köptes Gadderås glasbruk. Under 1950-talet minskade dock efterfrågan på produkterna. Efter en uppgång i början av 1960-talet drabbades glasbruket av glasbrukskrisen i slutet av 1960-talet och gick 1967 i konkurs. Man kunde starta upp på nytt men drabbades 1970 av en ny konkurs men kunde då drivas vidare som AMS-projekt. 1974 kom Målerås glasbruk att ingå i Krona-brukens koncern tillsammans med Bergdala, Björkshults, Gullaskrufs och Skrufs glasbruk. Koncernen gick dock i konkurs 1977 och Målerås köptes därefter av Kosta Boda. 
Inför en planerad nedläggning av verksamheten nyåret 1980-1981 valde glasbruksarbetare och andra innevånare i Målerås att köpa glasbruket. Det blev därmed landets första löntagarägda glasbruk. Sedan 1987 leds bruket av formgivaren Mats Jonassons bolag Mats Jonasson Målerås. Glasbruket tillverkar gjutna och graverade reliefer i helkristall samt präglade och blåsta föremål i klart och färgat glas. 1988 försökte Orrefors att köpa upp verksamheten, men man lyckades stoppa en försäljning.